# Női 1000 méteres rövidpályás gyorskorcsolya a 2014. évi téli olimpiai játékokon
A 2014. évi téli olimpiai játékokon a rövidpályás gyorskorcsolya női 1000 méteres versenyszámát február 18-án és 21-én rendezték. Az aranyérmet a dél-koreai Park Seung-Hi nyerte. A versenyszámban a Magyarországot képviselő Heidum Bernadettet az előfutamban kizárták, így helyezetlenül zárt.

## Rekordok
A versenyt megelőzően a következő rekordok voltak érvényben:
| Világrekord     | Shim Suk Hee (KOR) | 1:26,661 | Calgary, Kanada   | 2012. október 21. |
| Olimpiai rekord | Csou Jang (CHN)    | 1:29,849 | Vancouver, Kanada | 2010. február 26. |

A versenyen új olimpiai rekord született:
| Valérie Maltais (CAN) | 1:28,771 | Szocsi, Oroszország | 2014. február 18. |

## Eseménynaptár
Az időpontok moszkvai idő szerint (UTC+4), zárójelben magyar idő szerint (UTC+1) olvashatóak.
| Időpont                    | Forduló      |
| -------------------------- | ------------ |
| február 18., 13:30 (10:30) | Előfutamok   |
| február 21., 20:44 (17:44) | Negyeddöntők |
| február 21., 21:21 (18:21) | Elődöntők    |
| február 21., 21:53 (18:53) | Döntők       |

## Eredmények
Minden futamból az első két helyen célba érkező versenyző jutott tovább a következő fordulóba. Vitatott esetben a bírók döntése alapján a vétlen versenyző továbbjuthatott, ha nem ért be a továbbjutást jelentő helyek valamelyikén.
A rövidítések jelentése a következő:
| - Q: továbbjutás helyezés alapján - QA: az A-döntőbe jutott - QB: a B-döntőbe jutott - ADV: továbbjutás bírói döntés alapján - PEN: büntetés | - OR: olimpiai rekord |

### Előfutamok
| Helyezés | Versenyző            | Nemzet                 | Idő      | Mj       |
| 1. futam | 1. futam             | 1. futam               | 1. futam | 1. futam |
| -------- | -------------------- | ---------------------- | -------- | -------- |
| 1.       | Li Jianrou           | Kína (CHN)             | 1:31,187 | Q        |
| 2.       | Jessica Smith        | Egyesült Államok (USA) | 1:31,359 | Q        |
| 3.       | Tatyjana Borodulina  | Oroszország (RUS)      | 1:31,559 |          |
| 4.       | Sayuri Shimizu       | Japán (JPN)            | 1:31,879 |          |
| 2. futam |                      |                        |          |          |
| 1.       | Park Seung-Hi        | Dél-Korea (KOR)        | 1:31,883 | Q        |
| 2.       | Emily Scott          | Egyesült Államok (USA) | 1:32,585 | Q        |
| 3.       | Inna Simonova        | Kazahsztán (KAZ)       | 1:32,599 |          |
|          | Kateřina Novotná     | Csehország (CZE)       | PEN      |          |
| 3. futam |                      |                        |          |          |
| 1.       | Valérie Maltais      | Kanada (CAN)           | 1:28,771 | Q, OR    |
| 2.       | Yui Sakai            | Japán (JPN)            | 1:29,824 | Q        |
| 3.       | Yara van Kerkhof     | Hollandia (NED)        | 1:29,980 |          |
| 4.       | Szofija Vlaszova     | Ukrajna (UKR)          | 1:32,495 |          |
| 4. futam |                      |                        |          |          |
| 1.       | Shim Suk-Hee         | Dél-Korea (KOR)        | 1:31,046 | Q        |
| 2.       | Marie-Ève Drolet     | Kanada (CAN)           | 1:31,273 | Q        |
| 3.       | Martina Valcepina    | Olaszország (ITA)      | 1:34,226 | ADV      |
|          | Liu Qiuhong          | Kína (CHN)             | PEN      |          |
| 5. futam |                      |                        |          |          |
| 1.       | Kim A-Lang           | Dél-Korea (KOR)        | 1:31,640 | Q        |
| 2.       | Fan Kexin            | Kína (CHN)             | 1:31,713 | Q        |
| 3.       | Olga Beljakova       | Oroszország (RUS)      | 1:32,034 |          |
|          | Agnė Sereikaitė      | Litvánia (LTU)         | PEN      |          |
| 6. futam |                      |                        |          |          |
| 1.       | Arianna Fontana      | Olaszország (ITA)      | 1:32,983 | Q        |
| 2.       | Véronique Pierron    | Franciaország (FRA)    | 1:33,022 | Q        |
| 3.       | Szofija Proszvirnova | Oroszország (RUS)      | 1:36,521 |          |
|          | Heidum Bernadett     | Magyarország (HUN)     | PEN      |          |
| 7. futam |                      |                        |          |          |
| 1.       | Elise Christie       | Nagy-Britannia (GBR)   | 1:30,588 | Q        |
| 2.       | Patrycja Maliszewska | Lengyelország (POL)    | 1:32,975 | Q        |
| 3.       | Ayuko Ito            | Japán (JPN)            | 1:33,188 |          |
| 4.       | Elena Viviani        | Olaszország (ITA)      | 1:33,352 |          |
| 8. futam |                      |                        |          |          |
| 1.       | Deanna Lockett       | Ausztrália (AUS)       | 1:34,845 | Q        |
| 2.       | Veronika Windisch    | Ausztria (AUT)         | 1:36,018 | Q        |
| 3.       | Jorien ter Mors      | Hollandia (NED)        | 1:46,661 | ADV      |
| 4.       | Marianne St-Gelais   | Kanada (CAN)           | 2:05,206 |          |

### Negyeddöntők
| Helyezés | Versenyző            | Nemzet                 | Idő      | Mj       |
| 1. futam | 1. futam             | 1. futam               | 1. futam | 1. futam |
| -------- | -------------------- | ---------------------- | -------- | -------- |
| 1.       | Elise Christie       | Nagy-Britannia (GBR)   | 1:30,606 | Q        |
| 2.       | Park Seung-Hi        | Dél-Korea (KOR)        | 1:30,801 | Q        |
| 3.       | Marie-Ève Drolet     | Kanada (CAN)           | 1:31,668 |          |
|          | Véronique Pierron    | Franciaország (FRA)    | PEN      |          |
| 2. futam |                      |                        |          |          |
| 1.       | Valérie Maltais      | Kanada (CAN)           | 1:29,037 | Q        |
| 2.       | Jorien ter Mors      | Hollandia (NED)        | 1:29,119 | Q        |
| 3.       | Deanna Lockett       | Ausztrália (AUS)       | 1:29,256 |          |
| 4.       | Yui Sakai            | Japán (JPN)            | 1:29,328 |          |
| 5.       | Veronika Windisch    | Ausztria (AUT)         | 1:30,017 |          |
| 3. futam |                      |                        |          |          |
| 1.       | Shim Suk-Hee         | Dél-Korea (KOR)        | 1:29,356 | Q        |
| 2.       | Kexin Fan            | Kína (CHN)             | 1:29,380 | Q        |
| 3.       | Emily Scott          | Egyesült Államok (USA) | 1:30,324 |          |
|          | Arianna Fontana      | Olaszország (ITA)      | PEN      |          |
| 4. futam |                      |                        |          |          |
| 1.       | Jessica Smith        | Egyesült Államok (USA) | 1:32,088 | Q        |
| 2.       | Li Jianrou           | Kína (CHN)             | 1:32,129 | Q        |
| 3.       | Kim A-Lang           | Dél-Korea (KOR)        | 1:32,154 |          |
| 4.       | Patrycja Maliszewska | Lengyelország (POL)    | 1:32,376 |          |

### Elődöntők
| Helyezés | Versenyző       | Nemzet                 | Idő      | Mj       |
| 1. futam | 1. futam        | 1. futam               | 1. futam | 1. futam |
| -------- | --------------- | ---------------------- | -------- | -------- |
| 1.       | Park Seung-Hi   | Dél-Korea (KOR)        | 1:30,182 | QA       |
| 2.       | Jessica Smith   | Egyesült Államok (USA) | 1:30,399 | QA       |
| 3.       | Jorien ter Mors | Hollandia (NED)        | 1:30,481 | QB       |
| 4.       | Valérie Maltais | Kanada (CAN)           | 1:56,511 | QB       |
| 2. futam |                 |                        |          |          |
| 1.       | Shim Suk-Hee    | Dél-Korea (KOR)        | 1:31,237 | QA       |
| 2.       | Kexin Fan       | Kína (CHN)             | 1:32,618 | QA       |
|          | Li Jianrou      | Kína (CHN)             | PEN      |          |
|          | Elise Christie  | Nagy-Britannia (GBR)   | PEN      |          |

### Döntők
B-döntő
| Helyezés | Versenyző       | Nemzet          | Idő      | Mj |
| -------- | --------------- | --------------- | -------- | -- |
| 1.       | Jorien ter Mors | Hollandia (NED) | 1:36,835 |    |
| 2.       | Valérie Maltais | Kanada (CAN)    | 1:36,863 |    |

A-döntő
| Helyezés | Versenyző     | Nemzet                 | Idő      | Mj |
| -------- | ------------- | ---------------------- | -------- | -- |
| Arany    | Park Seung-Hi | Dél-Korea (KOR)        | 1:30,761 |    |
| Ezüst    | Kexin Fan     | Kína (CHN)             | 1:30,811 |    |
| Bronz    | Shim Suk-Hee  | Dél-Korea (KOR)        | 1:31,027 |    |
| 4.       | Jessica Smith | Egyesült Államok (USA) | 1:31,301 |    |

### Végeredmény
A versenyzők helyezéseit fordulónként határozták meg. Először a fordulókban elért helyezések döntöttek, ha ez azonos volt, akkor a jobb időeredmény döntött.
| Helyezés | Versenyző            | Nemzet                 | Forduló                | Ed. | Nd. | Ef. | Legjobb idő |
| -------- | -------------------- | ---------------------- | ---------------------- | --- | --- | --- | ----------- |
| Arany    | Park Seung-Hi        | Dél-Korea (KOR)        | A-döntő                |     |     |     |             |
| Ezüst    | Kexin Fan            | Kína (CHN)             | A-döntő                |     |     |     |             |
| Bronz    | Shim Suk-Hee         | Dél-Korea (KOR)        | A-döntő                |     |     |     |             |
| 4.       | Jessica Smith        | Egyesült Államok (USA) | A-döntő                |     |     |     |             |
| 5.       | Jorien ter Mors      | Hollandia (NED)        | B-döntő                |     |     |     |             |
| 6.       | Valérie Maltais      | Kanada (CAN)           | B-döntő                |     |     |     |             |
| 7.       | Elise Christie       | Nagy-Britannia (GBR)   | Elődöntő (kizárták)    | –   | 1.  | 1.  | 1:30,588    |
| 8.       | Li Jianrou           | Kína (CHN)             | Elődöntő (kizárták)    | –   | 2.  | 1.  | 1:31,187    |
| 9.       | Deanna Lockett       | Ausztrália (AUS)       | Negyeddöntő            | –   | 3.  | 1.  | 1:29,256    |
| 10.      | Kim A-Lang           | Dél-Korea (KOR)        | Negyeddöntő            | –   | 3.  | 1.  | 1:31,640    |
| 11.      | Emily Scott          | Egyesült Államok (USA) | Negyeddöntő            | –   | 3.  | 2.  | 1:30,324    |
| 12.      | Marie-Ève Drolet     | Kanada (CAN)           | Negyeddöntő            | –   | 3.  | 2.  | 1:31,273    |
| 13.      | Yui Sakai            | Japán (JPN)            | Negyeddöntő            | –   | 4.  | 2.  | 1:29,328    |
| 14.      | Patrycja Maliszewska | Lengyelország (POL)    | Negyeddöntő            | –   | 4.  | 2.  | 1:32,376    |
| 15.      | Veronika Windisch    | Ausztria (AUT)         | Negyeddöntő            | –   | 5.  | 2.  | 1:30,017    |
| 16.      | Arianna Fontana      | Olaszország (ITA)      | Negyeddöntő (kizárták) | –   | –   | 1.  | 1:32,983    |
| 17.      | Véronique Pierron    | Franciaország (FRA)    | Negyeddöntő (kizárták) | –   | –   | 2.  | 1:33,022    |
| 18.      | Yara van Kerkhof     | Hollandia (NED)        | Előfutam               | –   | –   | 3.  | 1:29,980    |
| 19.      | Tatyjana Borodulina  | Oroszország (RUS)      | Előfutam               | –   | –   | 3.  | 1:31,559    |
| 20.      | Olga Beljakova       | Oroszország (RUS)      | Előfutam               | –   | –   | 3.  | 1:32,034    |
| 21.      | Inna Simonova        | Kazahsztán (KAZ)       | Előfutam               | –   | –   | 3.  | 1:32,599    |
| 22.      | Ayuko Ito            | Japán (JPN)            | Előfutam               | –   | –   | 3.  | 1:33,188    |
| 23.      | Martina Valcepina    | Olaszország (ITA)      | Előfutam               | –   | –   | 3.  | 1:34,226    |
| 24.      | Szofija Proszvirnova | Oroszország (RUS)      | Előfutam               | –   | –   | 3.  | 1:36,521    |
| 25.      | Sayuri Shimizu       | Japán (JPN)            | Előfutam               | –   | –   | 4.  | 1:31,879    |
| 26.      | Szofija Vlaszova     | Ukrajna (UKR)          | Előfutam               | –   | –   | 4.  | 1:32,495    |
| 27.      | Elena Viviani        | Olaszország (ITA)      | Előfutam               | –   | –   | 4.  | 1:33,352    |
| 28.      | Marianne St-Gelais   | Kanada (CAN)           | Előfutam               | –   | –   | 4.  | 2:05,206    |
|          | Liu Qiuhong          | Kína (CHN)             | Előfutam (büntetés)    |     |     |     |             |
|          | Kateřina Novotná     | Csehország (CZE)       | Előfutam (büntetés)    |     |     |     |             |
|          | Heidum Bernadett     | Magyarország (HUN)     | Előfutam (büntetés)    |     |     |     |             |
|          | Agnė Sereikaitė      | Litvánia (LTU)         | Előfutam (büntetés)    |     |     |     |             |